# منتخب الدنمارك لكرة الأرض للسيدات
منتخب الدنمارك الوطني لكرة الأرض للسيدات هو ممثل الدنمارك الرسمي في المنافسات الدولية في كرة الأرض للسيدات.